# San Vendemiano
San Vendemiano est une commune de la province de Trévise dans la région Vénétie en Italie.

## Sport
- Trophée de la ville de San Vendemiano

## Administration
| Période                                  | Période | Identité | Étiquette | Qualité |
| ---------------------------------------- | ------- | -------- | --------- | ------- |
|                                          |         |          |           |         |
| Les données manquantes sont à compléter. |         |          |           |         |

### Communes limitrophes
Codognè, Conegliano, Mareno di Piave, San Fior

## Personnalités liées à la commune
- C'est dans cette commune qu'a grandi le footballeur Alessandro Del Piero[réf. nécessaire].